# Потс Камп (Мисисипи)
Потс Камп (енгл. Potts Camp) град је у америчкој савезној држави Мисисипи.

## Демографија
По попису из 2010. године број становника је 523, што је 29 (5,9%) становника више него 2000. године.
| Група             | 2000.       | 2010.       |
| Белци             | 329 (66,6%) | 336 (64,2%) |
| Афроамериканци    | 161 (32,6%) | 167 (31,9%) |
| Азијати           | 0 (0,0%)    | 0 (0,0%)    |
| Хиспаноамериканци | 3 (0,6%)    | 18 (3,4%)   |
| Укупно            | 494         | 523         |